# Степень диссоциации
Степень диссоциации — величина, характеризующая состояние равновесия в реакции диссоциации в  (однородных) системах.

## Определение
Степень диссоциации равна отношению продиссоциированных молекул вещества {\displaystyle n} к общему числу его молекул {\displaystyle N}. Выражается в долях или процентах.
{\displaystyle \alpha ={\frac {n}{N}}\cdot 100\%}
Степень диссоциации зависит как от природы растворённого электролита, так и от концентрации раствора.
Пример. Для уксусной кислоты CH3COOH величина {\displaystyle \alpha } равна 4% (в 0.01
М растворе). Это значит, что в водном растворе кислоты лишь 4 из каждых 100 молекул диссоциированы, то есть находятся в виде ионов Н+ и СН3СОО−, остальные же 96 молекул не диссоциированы. Как видно в таком примере, количества частиц, о которых идёт речь в определении степени диссоциации (они же концентрации при условии единичного объёма) - это равновесные количества (концентрации соответственно).

## Экспериментальные методы
Степень диссоциации определяется:
- по электропроводности раствора
- по понижению температуры замерзания

## Мнимая степень электрической диссоциации
Поскольку сильные электролиты диссоциируют практически полностью, можно было бы ожидать для них изотонический коэффициент, равный количеству ионов (или поляризованных атомов) в формульной единице (молекуле). Однако в действительности этот коэффициент всегда меньше определённого по формуле (например, изотонический коэффициент для 0,05-молярного раствора NaCl равен i = 1,9 вместо 2,0, а (для раствора сульфата магния той же концентрации вовсе i = 1,3). Это объясняет теория сильных электролитов, разработанная в 1923 году П. Дебаем и Э. Хюккелем: передвижение ионов в растворе затруднено образовавшейся оболочкой сольватации. К тому же, ионы взаимодействуют и между собой: разноимённо заряженные притягиваются, а одноимённо заряженные — отталкиваются; силы взаимного притяжения приводят к образованию групп ионов, перемещающихся по раствору совместно. Такие группы называют ионными ассоциатами или ионными па́рами. Соответственно, раствор ведёт себя так, будто содержит меньше частиц, чем на самом деле, ведь свобода их перемещения ограничена. Наиболее очевиден пример, касающийся электропроводности растворов {\displaystyle \lambda }, которая возрастает с разбавлением раствора. Через отношение реальной электропроводности к таковой при бесконечном разбавлении определяют мнимую степень диссоциации сильных электролитов, также обозначаемую через {\displaystyle \alpha }:
{\displaystyle \alpha ={\frac {\lambda }{\lambda _{\infty }}}={\frac {n_{\text{img}}}{n_{\text{disslv.}}}}},
где {\displaystyle n_{\text{img}}} — мнимое, а {\displaystyle n_{\text{disslv.}}} — реальное количество частиц в растворе.

## Связь с константой диссоциации
Из закона разбавления Оствальда следует:
{\displaystyle {\alpha }={\frac {-K+{\sqrt {K^{2}+4CK}}}{2C}}}
при малых значениях {\displaystyle \alpha <<1} удобно принять
{\displaystyle \alpha \approx {\sqrt {K \over C}}}
| {\displaystyle \alpha _{rough}={\sqrt {K \over C}}} | {\displaystyle {\alpha }={\frac {-K+{\sqrt {K^{2}+4CK}}}{2C}}}                             | {\displaystyle \delta ={\alpha _{rough}-\alpha \over \alpha }} |
| --------------------------------------------------- | ------------------------------------------------------------------------------------------ | -------------------------------------------------------------- |
| 100%                                                | 61.803398875%                                                                              | 0.61803398875                                                  |
| 50%                                                 | 39.04%                                                                                     | 0.2807                                                         |
| 40%                                                 | 32.79%                                                                                     | 0.2198                                                         |
| 30%                                                 | 25.84%                                                                                     | 0.1612                                                         |
| 20%                                                 | 18.10%                                                                                     | 0.1050                                                         |
| 15%                                                 | 13.92%                                                                                     | 0.0778                                                         |
| 10%                                                 | 9.51%                                                                                      | 0.0512                                                         |
| 5%                                                  | 4.88%                                                                                      | 0.0225                                                         |
| x                                                   | {\displaystyle {x \over 2}{\left(-x+{\sqrt {x^{2}+4}}\right)}}                             | 0.5*x + 0.1184*x^2                                             |
| x%                                                  | {\displaystyle {x \over 2}{\left(-{x \over 100}+{\sqrt {{x^{2} \over 100^{2}}+4}}\right)}} | 5x·10⁻³+ 1.184x²·10⁻⁵                                          |

для диссоциации вида AnBm = nA + mB
{\displaystyle \alpha ={\sqrt[{n+m}]{K\cdot (1-\alpha ) \over n^{n}m^{m}C^{n+m-1}}}\ {\overset {\underset {\mathrm {\alpha <<1} }{}}{\approx }}\ {\sqrt[{n+m}]{K \over n^{n}m^{m}C^{n+m-1}}}}

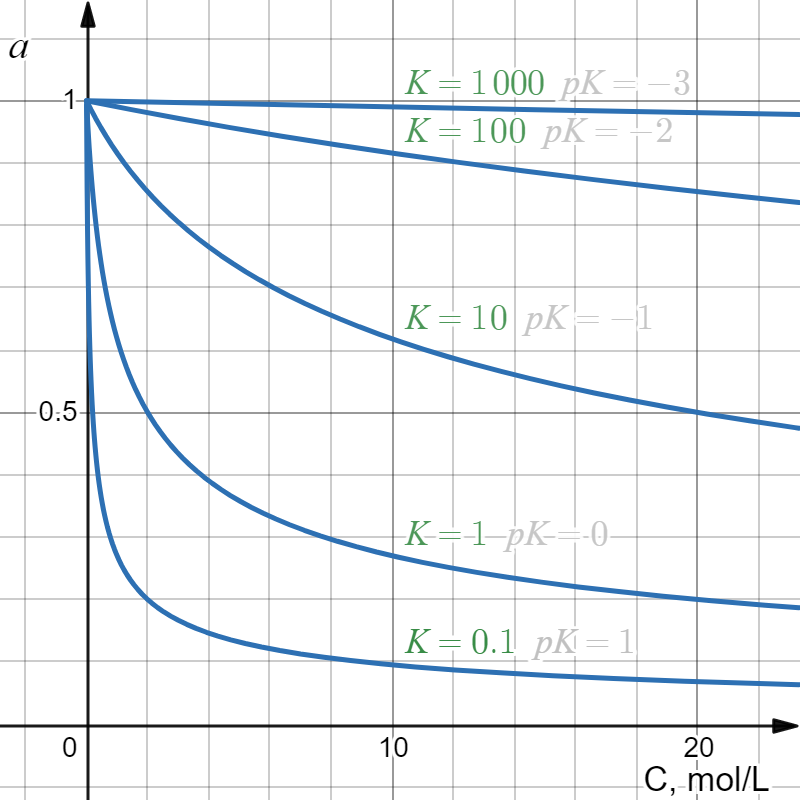
Зависимость степени диссоциации от концентрации С при различных константах диссоциации [https://www.desmos.com/calculator/0vjlnbne8o?lang=ru Ссылка на график

Поскольку диссоциация описывается постадийно, данная формула не применяется.